# Ginda'i
 Ginda'i is een Ethiopisch stuwmeer in Kilte Awula’ilo, een woreda (regio) van Tigray. De aarden dam werd gebouwd in 1998 door SAERT.

## Eigenschappen van de dam
- Hoogte: 19,5 meter
- Lengte: 483 meter
- Breedte van de overloop: 23,2 meter

## Capaciteit
- Oorspronkelijke capaciteit: 793.170 m³
- Ruimte voor sedimentopslag: 142.405 m³
- Oppervlakte: 13,5 hectare

In 2002, werd de levensverwachting (de periode tot opvulling met sediment) van het stuwmeer geschat op 20 jaar.

## Irrigatie
- Gepland irrigatiegebied: 54 hectare
- Effectief irrigatiegebied in 2002: 6 hectare

## Omgeving
Het stroomgebied van het reservoir is 11,16 km² groot. Het reservoir ondergaat snelle sedimentafzetting.  Een deel van het water gaat verloren door insijpeling; een positief neveneffect hiervan is dat dit bijdraagt tot het grondwaterpeil.